# Большой побег
«Большой побег» (англ. The Great Escape), также «Великий побег», — американский фильм 1963 года о побеге союзнических военнопленных из немецкого лагеря во время Второй мировой войны. Фильм снят по книге Пола Брикхилла The Great Escape, которая, в свою очередь, основана на реальном случае массового побега из лагеря для военнопленных Шталаг Люфт III. Фильм создан на студии Mirisch, выпустила фильм компания United Artists, продюсером и режиссёром стал Джон Стёрджес, а в главных ролях снялись Стив Маккуин, Джеймс Гарнер и Ричард Аттенборо.

## Сюжет
Потратив впустую огромные ресурсы на поимку сбежавших американских, британских и канадских военнопленных, немцы переводят их в новый лагерь с более высокой степенью безопасности, который был построен специально для них. Начальник лагеря, полковник люфтваффе фон Люгер (Ханнес Мессемер), говорит старшему британскому офицеру, полковнику авиации ВВС Великобритании Рэмси (Джеймс Дональд): «Из этого лагеря невозможно сбежать». На что Рэмси отвечает: «Попытаться убежать — это наш долг». После нескольких неудавшихся попыток побега в первый же день военнопленные обосновываются в лагере.
Агенты гестапо и СС доставляют майора авиации ВВС Великобритании Роджера Бартлетта (Ричард Аттенборо) в лагерь и приводят к фон Люгеру. Известный как «Большой Икс», Бартлетт — главный организатор побегов, поэтому агент гестапо Кун (Ханс Райзер) предлагает, чтобы его содержали под постоянной охраной, на что фон Люгер не обращает внимания. Кун уезжает, а перед отъездом предупреждает Бартлетта, что если он ещё раз попытается сбежать, то его застрелят. Бартлетта располагают вместе со всеми остальными военнопленными.
Бартлетт немедленно организует рытьё тоннелей, для чего задействует 250 человек. Военнопленные предпринимают постоянные побеги для того, чтобы запутать и изнурить врага, чтобы как можно больше войск и ресурсов было использовано впустую для обнаружения пленных, а не на линии фронта.
Заключённые роют тоннели, изготавливают штатскую одежду, подделывают документы, добывают контрабандные материалы и делают всё для того, чтобы охранники не обнаружили их деятельность. Капитан авиации Хендли (Джеймс Гарнер), американец в ВВС Великобритании, является «снабженцем» — добывает всё, в чём нуждаются организаторы побега: от фотоаппарата до одежды и удостоверений личности. Старший лейтенант авиации ВВС Австралии Луи Седвик (Джеймс Коберн) — «изготовитель» — мастерит инструменты: приспособления для рытья и мехи для закачивания воздуха в тоннели. Капитаны авиации ВВС Великобритании Дэнни Велински (Чарльз Бронсон) и Уильям «Вилли» Диккес (Джон Лейтон) являются «тоннельными королями», отвечающими за рытьё тоннелей. Эрик Эшли-Питт (Дэвид Маккаллум) из Королевского флота придумывает способ скрывать мешочки в брюках заключённых и распределять грязь из тоннелей по лагерю под носом у охранников. Ниммо (Том Адамс) и Хайнес (Лоуренс Монтейн) — «диверсанты» — устраивают отвлекающие манёвры. Капитан авиации ВВС Великобритании Сэнди «Мак» Макдональд (Гордон Джексон) занимается сбором разведывательных данных. Денис Кэвендиш (Найджел Сток) отвечает за карты и замеры. Соррен (Уильям Рассел) ответственен за безопасность. Подделкой документов занимается капитан авиации ВВС Великобритании Колин Блайт (Дональд Плезенс), который становится почти слепым из-за сложной работы при свечах. В день побега Хендли вызывается быть проводником Блайта на пути к спасению, ведь без него никакого побега вообще не получилось бы и он заслужил свободу.
Заключённые работают над тремя тоннелями одновременно: «Томом», «Диком» и «Гарри». Работа над «Гарри» и «Диком» приостанавливается для того, чтобы больше работы было сделано на «Томе». Шум работы заглушается хоровым пением заключённых во главе с капитаном авиации ВВС Великобритании Кэвендишем.
Капитан ВВС Армии США Вирджил Хильц (Стив МакКуин), «Король карцера», прототипом которого выступил лётчик Уильям Эш, раздражает охранников частыми попытками побегов и непочтительным поведением, из-за чего часто попадает в карцер. Его первая попытка побега вместе со старшим лейтенантом авиации ВВС Великобритании Арчибальдом «Арчи» Айвсом (Энгус Ленни) заканчивается неудачно — их ловят и помещают в карцер.
Пока американские военнопленные празднуют День независимости США, а британцы присоединяются к ним, охранники обнаруживают тоннель «Том». Айвс поддаётся отчаянию. Он направляется к забору с колючей проволокой, который окружает лагерь, и пытается сбежать. Хильц пытается остановить его, но не успевает. Айвса обстреливают из пулемёта и он погибает, немного не добравшись до вершины забора. Заключённые переключают свои усилия на «Гарри».

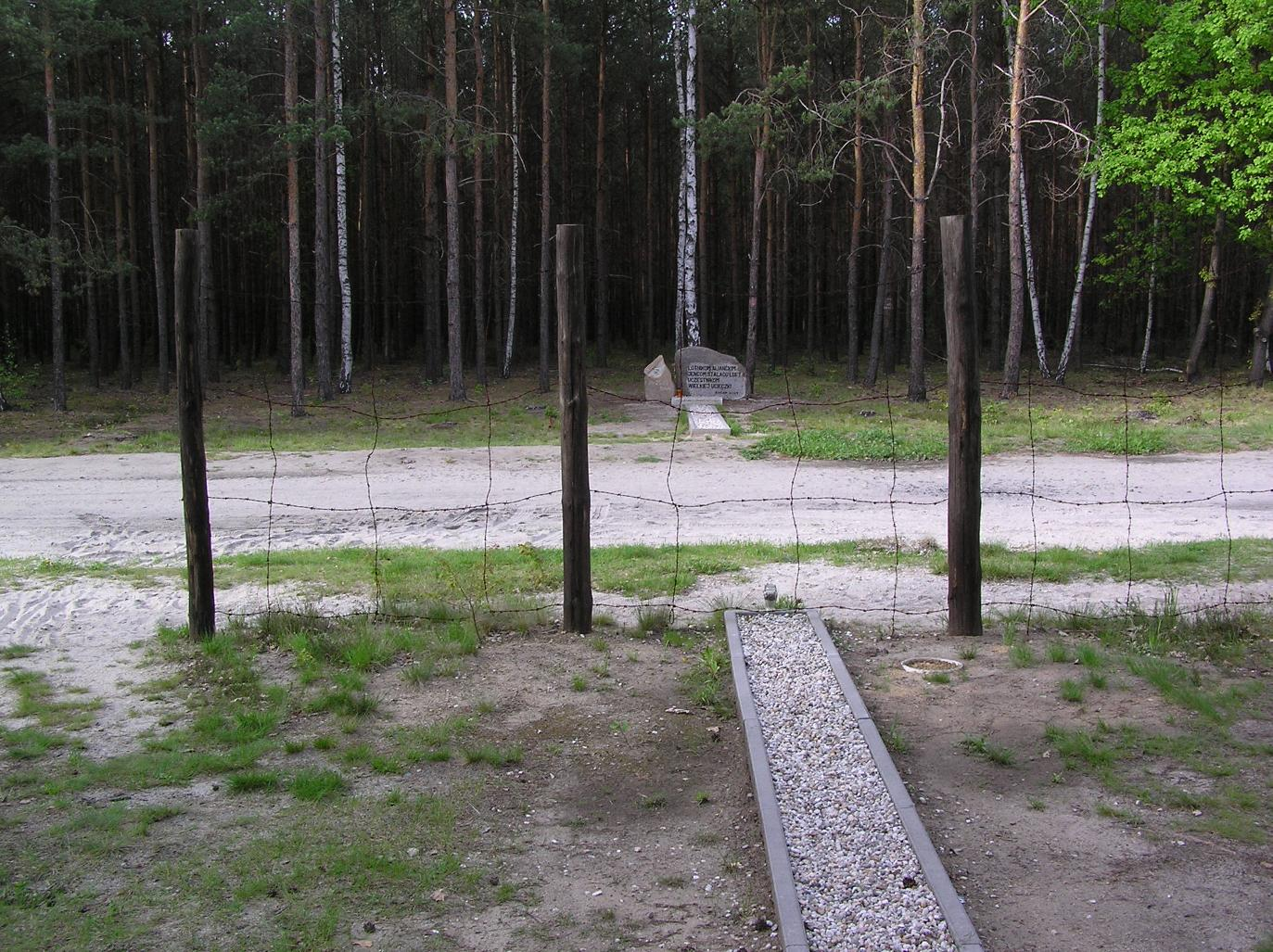
Конец настоящего тоннеля «Гарри» (с другой стороны дороги). Видно, что он не доходит до леса

Хильц совершает побег и разведывает обстановку вне лагеря, а затем позволяет себя поймать. Информация, которую он добывает, используется, чтобы создать карты, на которых указаны самый близкий город и железнодорожная станция. Последнюю часть тоннеля закончили в ночь побега, но тоннель получился на 6 метров короче, чем требовалось; сбежать смогли 76 человек.
При попытках добраться до нейтральных Швейцарии, Швеции и Испании почти всех сбежавших военнопленных ловят или убивают. Хендли и Блайт угоняют самолёт, чтобы пролететь над швейцарской границей, но двигатель ломается и самолёт разбивается при посадке. На место крушения прибывают солдаты. Блайт не видит солдат, так как почти ослеп, поэтому он встаёт и его убивают. Хендли кричит: «Не стреляйте!», и его захватывают в плен. Кэвендиша, пытавшегося сбежать в грузовике, захватывают на контрольно-пропускном пункте. Другого военнопленного, Хайнеса, замаскировавшегося под немецкого солдата, также захватывают.
Бартлетта на переполненной железнодорожной станции узнаёт агент гестапо Кун. Другой беглец, Эшли-Питт, жертвует собой, убивая Куна его же оружием и солдаты тогда стреляют в него и убивают. Бартлетт и Макдональд убегают, но их ловят после того, как во время посадки на автобус Макдональд отвечает на английское пожелание удачи агента гестапо. Хильц угоняет мотоцикл, его преследуют немецкие солдаты. Он пытается перескочить через забор из колючей проволоки (первую линию немецко-швейцарской границы) и оказывается на нейтральной территории. В него стреляют и он запутывается в колючей проволоке на второй линии (буквально на самой границе — или около нескольких метров от Швейцарии), что позволяет немцам поймать его.
Три грузовика с захваченными военнопленными идут по просёлочной дороге и расходятся в трёх направлениях. Грузовик с Бартлеттом, Макдональдом, Кэвендишем, Хайнесом и другими останавливается в поле, военнопленным позволяют выйти под предлогом отдыха. Немцы расстреливают 50 человек. Хендли и ещё девятерых беглецов возвращают в лагерь. Фон Люгер освобождён от должности командующего лагерем для военнопленных.
Только троим удаётся добраться до безопасного места. Дэнни и Вилли крадут гребную шлюпку и двигаются вниз по реке к Балтийскому побережью, где они садятся на шведский торговый корабль. Седвик крадёт велосипед, а затем скрытно едет в товарном вагоне грузового поезда во Францию, после чего при помощи сил Сопротивления перебирается в Испанию. Хильца возвращают в лагерь и ведут в карцер. Лейтенант Гофф (Джад Тейлор), один из американцев, получает бейсбольный мяч и перчатку Хильца и бросает это ему, когда Хильц и его охранники проходят мимо. Охрана запирает его в камере и уходит. Через мгновение до зрителей доносится звук ударяющегося о тюремную стену бейсбольного мяча. Фильм заканчивается этой сценой и заголовком: «Картина посвящается пятидесяти».

## В ролях
| Актёр              | Звание героя (войска, страна)                                                                      | Имя героя              | Прозвище героя (роль в организации побега) |
| ------------------ | -------------------------------------------------------------------------------------------------- | ---------------------- | --- |
| Стив Маккуин       | Капитан ВВС США                                                                                    | Вирджил Хильц          | «Король карцера» |
| Джеймс Гарнер      | Капитан авиации ВВС Великобритании, награждённый крестом «За лётные боевые заслуги»                | Боб Хендли             | «Снабженец» |
| Ричард Аттенборо   | Майор авиации ВВС Великобритании, награждённый крестом «За лётные боевые заслуги»                  | Роджер Бартлетт        | «Большой икс» |
| Джеймс Дональд     | Полковник авиации ВВС Великобритании, награждённый орденом «За боевые заслуги» и «Военным крестом» | Рэмси                  | «Старший британский офицер» |
| Чарльз Бронсон     | Капитан авиации ВВС Великобритании, награждённый крестом «За лётные боевые заслуги»                | Дэнни Велински         | «Туннельный король» |
| Дональд Плезенс    | Капитан авиации ВВС Великобритании                                                                 | Колин Блайт            | «Подделыватель документов» |
| Джеймс Коберн      | Старший лейтенант авиации ВВС Австралии                                                            | Луис Седвик            | «Изготовитель» |
| Ханнес Мессемер    | Полковник люфтваффе, начальник лагеря                                                              | фон Люгер              | «Комендант», награждён орденом Pour le Mérite (фр. За заслуги) — орден, бывший высшей военной наградой Пруссии до конца Первой мировой войны. Неофициально назывался «Голубой Макс» |
| Дэвид Маккаллум    | Лейтенант-коммандер ВМС Великобритании                                                             | Эрик Эшли-Питт         | «Мастер разброса земли» |
| Гордон Джексон     | Капитан авиации ВВС Великобритании                                                                 | Сэнди «Мак» Макдональд | «Разведчик» |
| Джон Лейтон        | Капитан авиации ВВС Великобритании                                                                 | Уильям «Вилли» Диккес  | «Туннельный король» |
| Энгус Ленни        | Старший лейтенант авиации ВВС Великобритании                                                       | Арчибальд «Арчи» Айвс  | «Крот» |
| Найджел Сток       | Капитан авиации ВВС Великобритании                                                                 | Денис Кэвендиш         | «Землемер» |
| Роберт Граф        | Немецкий офицер                                                                                    | Вернер                 | «Хорёк» |
| Джад Тейлор        | Первый лейтенант ВВС США                                                                           | Гофф                   | |
| Ханс Рейссер       | Агент гестапо                                                                                      | Кун                    | |
| Гарри Рибауэр      | Обер-фельдфебель люфтваффе                                                                         | Стратвих               | «Сержант-охранник» |
| Уильям Рассел      | Капитан авиации ВВС Великобритании                                                                 | Соррен                 | «Секьюрити» |
| Роберт Фрайтаг     | Капитан люфтваффе                                                                                  | Позен                  | «Адъютант» |
| Ульрих Байгер      | Агент гестапо                                                                                      | Приссен                | |
| Джордж Микелл      | Оберштурмфюрер CC                                                                                  | Дитрих                 | |
| Лоуренс Монтейн    | Старший лейтенант авиации ВВС Канады                                                               | Хайнес                 | «Диверсант» |
| Роберт Десмонд     | Старший лейтенант авиации ВВС Великобритании                                                       | «Грифф» Гриффит        | «Портной» |
| Тиль Киве          | Немецкий офицер                                                                                    | Фрик                   | «Хорёк» |
| Хайнц Уайсс        | Немецкий офицер                                                                                    | Крамер                 | «Хорёк» |
| Том Адамс          | Капитан авиации ВВС Великобритании                                                                 | «Дай» Ниммо            | «Диверсант» |
| Карл-Отто Альберти | Оберштурмфюрер СС                                                                                  | Штейнах                | |

## Создатели фильма
| Имя              | Роль                                          |
| ---------------- | --------------------------------------------- |
| Джон Стёрджес    | Режиссёр, продюсер                            |
| Джеймс Клавелл   | Сценарист, продюсер                           |
| Пол Брикхилл     | Автор романа                                  |
| Уильям Бёрнет    | Сценарист                                     |
| Дэниел Л. Фэпп   | Оператор                                      |
| Элмер Бернстайн  | Композитор                                    |
| Феррис Вебстер   | Монтажёр                                      |
| Фернандо Каррере | Главный художник                              |
| Берт Хенриксон   | Художник по костюмам                          |
| Эмиль Лавин      | Грим                                          |
| Джек Н. Реддиш   | Первый ассистент режиссёра                    |
| Бад Экинс        | Постановщик трюков                            |
| Курт Рипбергер   | Декоратор                                     |
| Джей Себринг     | Причёски для Стива МакКуина и Джеймса Гарнера |
| Аллен К. Вуд     | Начальник производственного процесса          |
| Фрэнк Эгнон      | Реквизит                                      |
| Уэйн Фьюри       | Монтаж звука                                  |
| Пол Поллард      | Спецэффекты                                   |
| Дон Томлинсон    | Ассистент монтажёра                           |
| Ричард Каррут    | Монтаж музыки                                 |
| Джон Франко      | Начальник сценарного отдела                   |

## Производство

### Книга и её автор
Пол Честер Джером Брикхилл умер 23 апреля 1991 года. Он был австралийским писателем, по книгам которого о Второй мировой войне были сняты популярные фильмы (кроме «Большого побега» это «Разрушители плотин» и «Достичь небес»). Родился в Мельбурне, штат Виктория, учился в средней школе для мальчиков в Северном Сиднее, после чего работал журналистом.
Во время войны он присоединился к ВВС Австралии. В Канаде и Великобритании повысил свою квалификацию до лётчика-истребителя, после чего попал в эскадрилью № 92 ВВС Великобритании на истребитель «Supermarine Spitfire». В 1943 году Брикхилл был подбит над Тунисом и стал военнопленным. Отправлен в лагерь для военнопленных Luft III, где был вовлечён в работу по подготовке Большого побега, но непосредственно в побеге он участия не принимал, так как страдал клаустрофобией.
В 1950 году он написал книгу «Большой побег», где в подробностях описал реальную историю побега. Введение для книги было написано Джорджем Хэршем, одним из американских военнопленных. Книга охватывает планирование, исполнение и последствия тех событий, которые в будущем стали известны как Большой побег. Упоминаются в романе и другие попытки побегов (например, «Деревянная лошадь»), а также расстрел пятидесяти военнопленных по прямому указанию Гитлера.
Большая часть книги сосредоточена на майоре авиации ВВС Великобритании Роджере Бушелле, также известном как «Большой икс», включая его поимку, ранние попытки побегов и планирование Большого побега. Брикхилл описал всех главных участников и их деятельность. Среди них Тим Уоленн — подделыватель документов, Аль Хаке — изготовитель компасов, Дес Планкетт, который чертил карты и изготовил мимеограф для производства карт и Томми Гуест, который управлял командой портных. Одним из беглецов был майор Джон Доддж, который имел личный контакт с Уинстоном Черчиллем. Немецкие офицеры и охранники (заключённые называли их болванами) включали в себя команды «хорьков», которые постоянно выискивали под хижинами признаки рытья туннелей. За «хорьками» следила группа осведомителей, созданная военнопленными. Пол Брикхилл был руководителем бригады осведомителей, которая охраняла подделывателей документов.
В итоге 76 человек убежали, из которых 73 были пойманы и 50 из них расстреляны гестапо. Четверо из оставшихся 23 человек позже бежали через туннель из Заксенхаузена, но были пойманы и прикованы цепями в одиночных камерах. Одного из них, майора Джона Додджа, освободили, чтобы обеспечить перемирие. После побега, согласно Брикхиллу, 5 миллионов немцев искали сбежавших военнопленных в течение всего рабочего дня на протяжении многих недель.

### Адаптация
В самом начале фильма зрителю сообщается следующее: «В основе этого фильма лежат реальные факты. Хотя некоторые персонажи вобрали в себя черты многих людей, время и место несколько обобщены, сам побег показан именно так, как он происходил на самом деле, вплоть до малейших деталей».
Сюжет книги Пола Брикхилла «The Great Escape» был адаптирован для кино Джеймсом Клавеллом, Уильямом Бёрнетом и Уолтером Ньюманом. Сценаристы увеличили важность ролей американских военнопленных, поскольку в реальности их роли были незначительны и побег был по большей части организован британцами. На самом деле американцы помогли построить тоннели и работали над ранними планами побега, но были отделены от европейцев прежде, чем тоннели были закончены. Были сняты некоторые вымышленные сцены, которые добавляли драматизма и динамичности: например, сцены с мотоциклом, включённые в фильм по предложению Маккуина, самолично выполнившего все трюки, за исключением последнего самого сложного прыжка. Также в действительности приготовления к побегу вели сразу 600 человек (а не 250, как в фильме), которые работали более года. Причём реальный побег был совершён ночью 24 марта 1944 года и земля была заснежена. Ближайшим от лагеря немецким городом, названным в фильме Нойштадтом, в действительности был польский город Жагань.
Бывшие военнопленные попросили, чтобы создатели фильма исключили детали о помощи, которую военнопленные получали из их родных стран — такую, как карты, документы и инструменты, спрятанные в подарочных пакетах. Эта просьба была сделана для того, чтобы не раскрывать всех секретов побега. Кинематографисты согласились.

### Подбор актёров

Стив Маккуин c Флуди, Уолли, бывшим военнопленным, который был участником реального Большого побега и был техническим советником на фильме.

Вирджил Хильц Стива Маккуина «остаётся одним из наиболее стойких героев фильма, его „Король карцера“ стал олицетворением невозмутимости и хладнокровия». Критик Леонард Малтин написал, что «актёрский состав превосходен, но безусловный победитель — Маккуин; легко понять, почему этот фильм вознёс Маккуина до статуса суперзвезды».
Герой Стива Маккуина был основан на нескольких реальных прототипах, включая майора Дэйва Джонса, который был командиром самолёта во время рейда Дулиттла. Так же эта роль основывалась на образе полковника Джерри Сэджа, который был агентом Управления стратегических служб США в североафриканской пустыне, где и был захвачен в плен. Полковник Сэдж успел надеть костюм пилота, иначе он бы был казнён как шпион. Другим вдохновителем этой роли был Эрик Фостер, который 7 раз совершал побеги из немецких лагерей.
Ричард Аттенборо сыграл майора авиации Роджера Бартлетта («Большой Икс»), героя, основанного на образе Роджера Бушелле — британского военнопленного, родившегося в ЮАР и являвшегося тайным лидером настоящего Большого побега. Аттенборо так же, как и его герой, был пилотом ВВС Великобритании во время Второй мировой войны.
Капитана авиации Колина Блайта, основанного на Тиме Уоллене, сыграл Дональд Плезенс. Плезенс сам служил в ВВС Великобритании во время Второй мировой войны. Он был ранен и провёл год в немецком лагере для военнопленных Luft I. Создатели сначала не знали, что Плезенс находился в лагере, поэтому, когда актёр дал совет режиссёру, тот попросил его держать своё мнение при себе, но, узнав позже о его прошлом, сам попросил совета. Так же герой Плезенса частично базировался на родившемся в Лондоне Джоне Кордвелле, позже ставшем чикагским архитектором и владельцем «Red Lion Pub».
Джеймс Гарнер воевал во время Корейской войны и был дважды ранен. В то время он был «снабженцем», как и его герой капитан авиации Хендли. Ханнес Мессемер сыграл начальника лагеря для военнопленных Luft III полковника люфтваффе фон Люгера — героя, основанного на полковнике Фридрихе Вильгельме фон Линдейнере-Вилдау. Мессемер также во время войны побывал в лагере для военнопленных, но в советском. Ещё два немецких актёра Тиль Кайв и Ханс Рейзер находились в плену у американцев.
Старший лейтенант авиации Арчибальд Айвс (Крот), сыгранный Энгусом Ленни, основан на Джимми Кидделе, который был застрелен, пытаясь перелезть через забор. Голландский пилот Брэм ван дер Сток был вырезан из фильма, хотя изначально он был одним из трёх самых удачливых беглецов. Его заменили на Седвика, которого сыграл Джеймс Коберн. Чарльз Бронсон, как и его герой Дэнни Велински, страдал клаустрофобией — этот недуг развился у него в результате его работы на угольных шахтах. Герой Гордона Джексона Макдональд основан на Джордже Хэрше, очень хорошем друге Уолли Флуди (настоящий «Туннельный король», который почти год был консультантом Джона Стёрджеса на съёмочной площадке).

### Места съёмок и декорации

Хильц совершает прыжок на мотоцикле через ограждение высотой более двух метров.

Фильм полностью снимали в Европе. Специально для съёмок близ Мюнхена была построена предельно точная копия лагеря Luft III. Сцены, действие которых проходило вне пределов лагеря, снимались в бассейне реки Рейн и на побережье Северного моря. Эпизод, в котором Хильц перепрыгивает ограждение на мотоцикле, сняли на лугах близ Фюссена в Баварии (на австрийской границе) и в Альпах. Колючая проволока, в которую врезается Хильц, была фактически просто резиной. Изготавливалась поддельная колючая проволока следующим образом: почти все участники съёмок взяли тонкие резиновые полоски и завязали их узлом вокруг других более длинных кусков резины, а потом натянули через съёмочную площадку. Трюки на мотоцикле выполнял сам Маккуин, кроме одного: прыжок на мотоцикле через ограждение высотой более двух метров выполнил друг Маккуина Бад Экинс. Мотоцикл являлся косметически изменённым «Triumph TR6 Trophy» — эти британские мотоциклы не существовали во время Второй мировой войны..
Все эпизоды фильма, происходящие в помещении, снимались на студии «Bavaria Film» в Мюнхене. Производственные мощности баварской студии не позволили снять сцену перестрелки в лесу: студийная открытая площадка оказалась слишком маленькой. Поэтому съёмочная группа получила разрешение немецкого правительства на стрельбу в национальном лесу, который примыкал к студии. После окончания съёмок в лесу создатели фильма посадили около 2000 молодых сосен, взамен тех, которые были повреждены в ходе стрельбы.
Для сцен с поездом у железной дороги был арендован локомотив, а также были куплены два забракованных вагона, которые были модифицированы специально для съёмок. Все сцены были сняты на единственной железной дороге между Мюнхеном и Гамбургом и представитель железной дороги консультировал съёмочную команду и предупреждал, когда нужно было отходить в сторону, дабы не мешать прибывающим поездам.
В фильме вход в тоннель «Том» находится под печью, а в тоннель «Гарри» — в водосборнике в умывальне. В действительности вход в тоннель «Дик» был в водосборнике, «Гарри» находился под печью, а «Том» был в затемнённом углу рядом с дымоходом печи. Большинство самолётов на аэродроме на самом деле являются американскими самолётами «North American T-6 Texan», на которые краской была нанесена фашистская символика. Но тот, которым непосредственно управляют, является настоящим немецким самолётом «Bucker Bu 181 Bestmann».

## Реакция на фильм
«Большой побег» не снискал всеобщего признания, пока не прошло много лет после его выпуска. Его аудитория расширилась, побуждая историков кинематографа повторно оценить его качества.

«Большой побег» Джона Стёрджеса мог легко стать самым недооценённым фильмом жанра в своё десятилетие. Кажется очень странным, когда так говорят о фильме, который является одним из самых популярных приключенческих фильмов о Второй мировой войне из всех, когда-либо сделанных.
Оригинальный текст (англ.)John Sturges' The Great Escape could easily be the most under-appreciated movie of its genre and decade, which may seem a strange thing to say about a movie that is one of the most popular World War II adventure films ever made.
— Рецензия на AllMovie
В 1963 году критик «The New York Times» Босли Кроутер написал: «„Большой побег“ вымучивает свою мучительную историю с довольно поверхностным взглядом и без реального смысла человеческой причастности. Это — сугубо механическое приключение с вымышленными людьми». Британский кинокритик Лесли Халливелл описал фильм как «довольно хорошее, но слишком долгое приключение военнопленных с трагическим окончанием». В журнале Time 1963 года: «Использование цветной съёмки было совсем не нужно, но в остальном в этом фильме всё сделано правильно: точный подбор актёров, стремительный сценарий и подлинная немецкая окружающая обстановка. Режиссёр Джон Стёрджес создал классический фильм действия. Нет никакого поучения, никакого исследования души, никакого секса. „Большой побег“ — просто большое бегство от действительности».

Из правдивой истории Пола Брикхилла о выдающемся массовом побеге союзнических военнопленных во время Второй мировой войны режиссёр Джон Стёрджес вылепил картину, которая развлекает, очаровывает, вызывает трепет и глубоко волнует.
Оригинальный текст (англ.)From Paul Brickhill's true story of a remarkable mass breakout by Allied POWs during World War II, producer-director John Sturges has fashioned a motion picture that entertains, captivates, thrills and stirs.
— Рецензия на Variety
Фильм регулярно показывали по британскому телевидению, особенно во время Рождества. В 2006 году в Великобритании прошло голосование, целью которого было выяснить, какой фильм зрители больше всего хотели бы увидеть на Рождество. «Большой побег» занял третье место, а среди мужского населения и вовсе занял первую строчку.
В 2009 году семеро бывших военнопленных прибыли к лагерю Luft III, чтобы отметить 65 годовщину спасения и посмотрели фильм. Согласно мнению ветеранов, жизнь в лагере, изображённая в фильме — подлинна: например, сцена, в которой убивают заключённого, пытавшегося перелезть через ограждение, а также сцены, в которых заключённые роют тоннели — всё это, по мнению ветеранов, почти полностью соответствует реальным событиям. Однако один ветеран раскритиковал Маккуина за «гламуризацию».
В 2002 году Квентин Тарантино перечислил 12 лучших фильмов по его мнению. В этот список попал и «Большой побег». В данный момент «Большой побег» занимает 136 место в списке «250 лучших фильмов по версии IMDb».

Этот фильм столь же высушен, сколь вид Маккуина в тяжёлый день, но на смесь саспенса, юмора и старомодного безрассудства, переданного актёрской командой мечты, настолько приятно смотреть, что ругать фильм может лишь мужлан.
Оригинальный текст (англ.)It's as blow-dried as McQueen looks even on a bad day, but The Great Escape's mix of suspense, humor, and old-fashioned derring-do pitched by a dream-team cast is so enjoyable that only a lout would complain about it.
— Рецензия на dvdjournal.com

### Награды и номинации
В июле 1963 года фильм показывался на Московском международном кинофестивале, принимая участие в конкурсе на главный приз, а Стив Маккуин получил серебряную премию за лучшую мужскую роль. 4 июля 1963 года картина стартовала в США в прокате. В США фильм номинировался на «Оскар» за лучший монтаж, но статуэтку не получил, уступив её фильму «Как был завоёван Запад». Также номинировался на «Золотой глобус» как лучший драматический фильм, но приз опять ускользнул от него. На этот раз лучше оказался фильм «Кардинал».

## В массовой культуре
Ссылки на сцены и мотивы из фильма, а также на саундтрек Элмера Бернстайна, появились в других фильмах, телесериале, видеоиграх, рекламе, а также существует рингтон для мобильных телефонов. Ссылки на эту картину содержат следующие фильмы: «Летающий цирк Монти Пайтона», «Сверхъестественное», «Симпсоны», «Сайнфелд», «Напряги извилины», «Красный карлик», «Побег из курятника», «Бешеные псы», «Ловушка для родителей», «Совершенно секретно!», «Ангелы Чарли», «Однажды в… Голливуде». Мелодия из саундтрека была также выбрана футбольными фанатами Англии.
Фильм «Мотылёк» также немало связывает с «Большим побегом». Картина «Мотылёк» стала для Стива Маккуина уже второй тюремной драмой, в которой он сыграл героя-беглеца. На ту же тематику в 1979 году был снят фильм «Побег из Алькатраса» с Клинтом Иствудом в главной роли. А, пожалуй, самым знаменитым фильмом про побег из заключения является «Побег из Шоушенка», снятый по повести Стивена Кинга «Рита Хейворт и спасение из Шоушенка». Про события, описываемые в фильме, также было снято несколько документальных фильмов: «A Man Called Jones: The Real Virgil Hilts» (2002), «The Great Escape: Heroes Underground» и «Great Escape: The Untold Story» (2001).
В 1988 году был снят сиквел «Великого побега» — телевизионный фильм «Великий побег II: Нерассказанная история». В главной роли снялся Кристофер Рив, а Дональд Плезенс сыграл злодея из СС. Картина продолжает историю, рассказанную в первом фильме. После окончания войны главный герой возвращается в Германию, на то место, где был раньше концлагерь, а затем вместе с бывшими заключёнными этого концлагеря, которым удалось выжить, он организует и осуществляет страшный план мести своим палачам, которых они находят по всему свету и уничтожают.
По мотивам фильма разработаны две компьютерные игры, носящие одинаковое название The Great Escape. Первая из них вышла в 1986 году, вторая — в 2003 году.

## Релизы на DVD
| Дата           | Издание                                      | Издатель | Звуковые дорожки                   | Субтитры                                    | Дополнительно |
| -------------- | -------------------------------------------- | -------- | ---------------------------------- | ------------------------------------------- | --- |
| 31 марта 1998  | 1 диск                                       | MGM      | Английская, французская            | Английские, французские, испанские          | 24-минутный документальный фильм о съёмках; интересные факты и производственные комментарии; оригинальный театральный трейлер |
| 1 октября 1999 | 1 диск                                       | TBC      | Английская                         | Английские                                  | Отсутствуют |
| 1 февраля 2000 | 1 диск                                       | MGM      | Английская                         | Английские                                  | 24-минутный документальный фильм о съёмках; американский театральный трейлер; 8-страничный буклет, содержащий эксклюзивные закулисные фотографии, интересные факты и записки производства; интерактивное меню; поиск по главам |
| 20 мая 2002    | специальное издание                          | MGM      | Английская                         | Английские, венгерские, турецкие            | Аудиокомментарии создателей фильма; три документальных фильма и дополнительные интервью к ним; театральный трейлер; фотогалерея; интересные факты; коллекционный буклет |
| 20 мая 2002    | издание «Мировой кубок»                      | MGM      | Английская                         | Английские, португальские, венгерские       | Видеоролик UMBRO.com о мировом кубке по футболу; документальный фильм «A Man Called Jones: The Real Virgil Hilts»; видео «Герои под землёй»; документальный фильм «Great Escape: The Untold Story» и дополнительные интервью к нему; театральный трейлер; фотогалерея; ссылка на сайт Umbro; интересные факты со съёмочной площадки. В коробке содержится: георгиевский крест и коллекционный буклет |
| 18 мая 2004    | специальное коллекционное 2-дисковое издание | MGM      | Английская, французская, испанская | Английские, французские, испанские          | Аудиокомментарии режиссёра Джона Стёрджеса, а также других участников съёмочного процесса; интересные подробности со съёмок; документальные фильмы «A Man Called Jones: The Real Virgil Hilts» и «Great Escape: The Untold Story»; пять дополнительных видеоматериалов; фотогалерея; оригинальный театральный трейлер                                                                                |
| 22 мая 2006    | ограниченное издание                         | MGM      | Английская                         | Английские, хорватские, финские, венгерские | В коробке с диском также содержится георгиевский крест, шесть временных татуировок и коллекционный буклет. Дополнительные материалы: аудиокомментарии актёров и съёмочной группы; документальные фильмы «A Man Called Jones: The Real Virgil Hilts» и «Great Escape: The Untold Story»; дополнительные интервью; театральный трейлер; фотогалерея; интересные факты                                  |
| 5 марта 2007   | полное 2-дисковое издание                    | MGM      | Английская                         | Английские                                  | Отсутствуют |

Также фильм был включён в несколько сборников:
- Anthology of War on Film Collection (20 дисков, 12 мая 2009, MGM) — также на этом релизе содержались следующие фильмы: «Битва за Англию», «Мост слишком далеко», «Самый длинный день», «Паттон», «Взвод», «Канонёрка», «Тора! Тора! Тора!», «Вертикальный взлёт», «Поезд фон Райена»; все фильмы содержали английскую, испанскую и французскую звуковые дорожки, а также английские субтитры.
- UA Super Deluxe Gift Set (110 дисков, 11 декабря 2007, MGM)
- United Artists 90th Anniversary Prestige Collection (46 дисков, 11 декабря 2007, MGM)
- United Artists Cinema Greats Collection, Vol. 2 (4 диска, 23 октября 2007, MGM) — кроме «Большого побега», на диске содержатся «Рокки», «Афера Томаса Крауна» и «Вестсайдская история». Все фильмы имеют английские, французские, испанские звуковые дорожки и субтитры.
- War Giftset (4 диска, 22 мая 2007, MGM) — включает также такие фильмы как «Битва за Англию», «Мост слишком далеко», «Идти тихо, идти глубоко». Во всех фильмах имеются английские и французские звуковые дорожки, а также немецкая звуковая дорожка и испанские субтитры.

### В России
- В июле 2002 года компания «DVD Магия» выпустила фильм на DVD под названием «Великий побег» с русской и английской звуковыми дорожками, а также с русскими субтитрами. В русской озвучке существуют неточности перевода. Так, героя Джеймса Дональда в переводе называют капитаном, хотя на самом деле он полковник авиации. Данная ошибка произошла из-за того, что в оригинале звание Рэмси звучит как Group Captain — видимо, поэтому его иногда называют командиром группы (он действительно является старшим в группе, но всё-таки Group Captain — это его звание). Также звание, которое на самом деле звучит как старший лейтенант авиации, переведено как офицер-лётчик. Иногда майора авиации Роджера Бартлетта ошибочно называют капитаном авиации.
- 18 июня 2009 года фильм на DVD выходит уже от компании «Двадцатый век Фокс СНГ». Издание мало чем отличается от предыдущего.

## Комментарии
1. ↑  На ММКФ был показан под названием «Большой побег», лицензирован как «Великий побег»[2]